# (5028) Halaesus
(5028) Halaesus (1988 BY1) – planetoida z grupy trojańczyków okrążająca Słońce w ciągu 12,05 lat w średniej odległości 5,25 j.a. Odkryta 23 stycznia 1988 roku.